# Joan Olivé

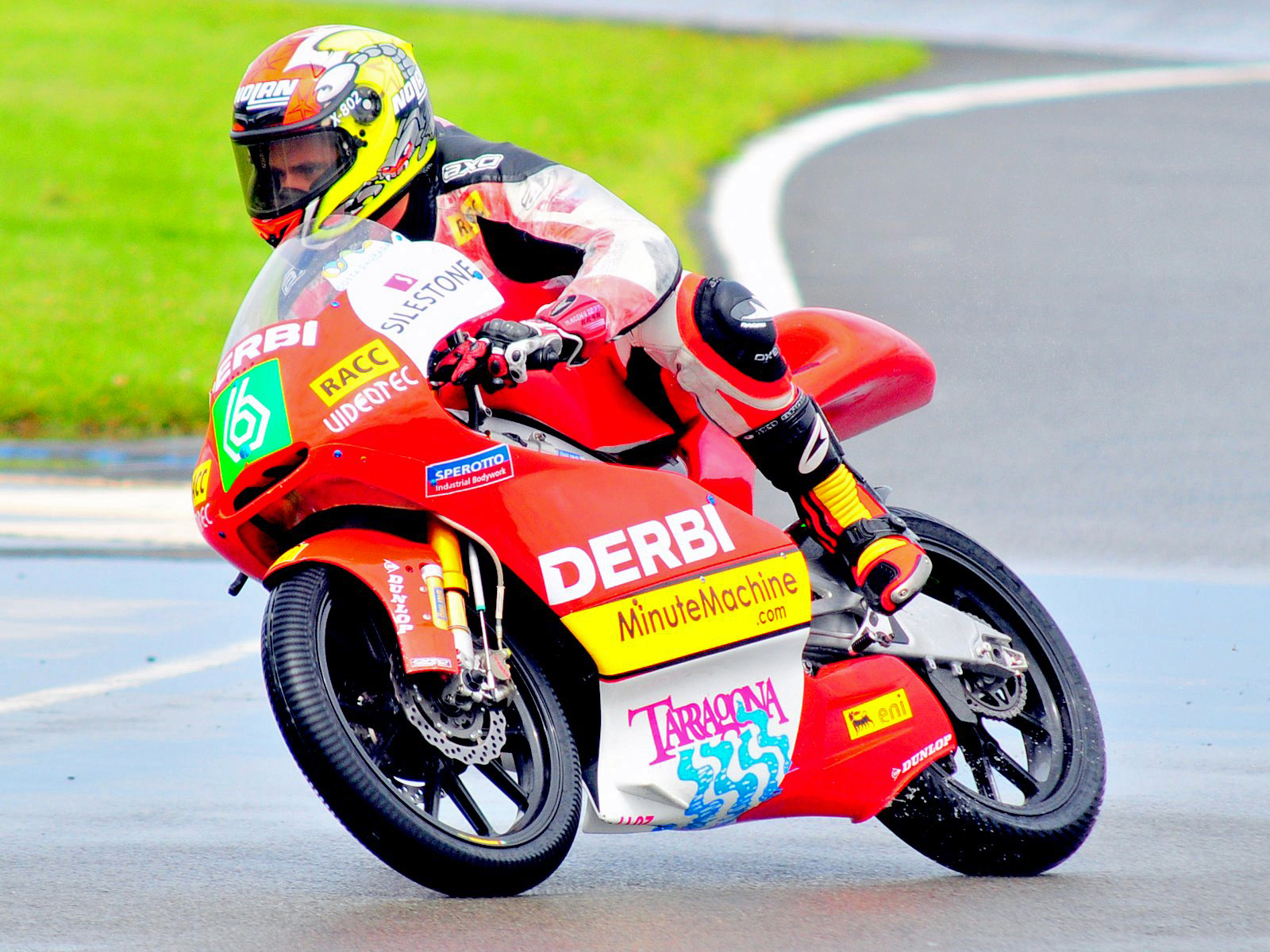
Joan Olive på Donington Park 2009.

Joan Olivé, född 22 november 1984 i Tarragona, Katalonien, är en spansk roadracingförare som var aktiv i Grand Prix Roadracing från 2001 till 2012.

## Roadracingkarriär
Olivé ingick 2001 i det helspanska Telefónica Junior-teamet som junior tillsammans med Dani Pedrosa och Toni Elías. Till skillnad från dessa nådde han inte de resultaten som behövdes. Efter två år i 250GP-klassen 2003 och 2004 gick Olivé tillbaka till 125GP. Hans bästa säsong är 2008 då han blev sjua i VM och tog tre andraplatser och en tredjeplats. Roadracing-VM 2010 körde han i den nya Moto2-klassen för team Jack & Jones by A.Banderas  på en Promoharris men tog inga poäng. 2011 och 2012 gjorde Olive endast enstaka inhopp i Moto2 och Moto3.

## Framskjutna placeringar 125GP
| Nr | Grand Prix | År   |
| -- | ---------- | ---- |
| 1  | Turkiet    | 2007 |
| 2  | Australien | 2007 |
| 3  | Qatar      | 2008 |
| 4  | Portugal   | 2008 |
| 5  | TT Assen   | 2008 |

| Nr | Grand Prix | År   |
| -- | ---------- | ---- |
| 1  | Holland    | 2002 |
| 2  | Italien    | 2005 |
| 3  | Tjeckien   | 2008 |